# Vincent Asaro
Vincent Asaro (New York, 10 luglio 1935 – New York, 22 ottobre 2023) è stato un mafioso statunitense affiliato alla famiglia Bonanno, in cui ricoprì il ruolo di caporegime.
Nato Queens, a New York, fu arrestato dall'FBI il 23 gennaio 2014 con l’accusa di essere coinvolto nella celebre rapina alla Lufthansa del 1978, avvenuta all’aeroporto internazionale John F. Kennedy. Tuttavia, nel novembre 2015 fu assolto da tutte le imputazioni, comprese quelle relative all’omicidio di Paul Katz del 1969, proprietario di un magazzino usato da Asaro e da un complice per nascondere merce rubata. Nel marzo 2017 fu nuovamente incriminato e condannato a otto anni di reclusione.

## Biografia
Vincent Asaro nacque il 10 luglio 1935 a Ozone Park, nel Queens. Suo padre, Girolamo Asaro (1913–1977), era sposato con Josephine Valenti. Girolamo era cognato di Michael Zaffarano, noto esponente della criminalità organizzata. Dopo l’omicidio del boss Carmine Galante nel 1979, Vincent Asaro divenne caporegime di una “crew” attiva nel Queens all’interno della famiglia Bonanno. Pochi mesi dopo, nel febbraio del 1980, morì anche suo zio Michael Zaffarano.
Il nonno paterno, Vincenzo Asaro, era nato nel 1892 a Castellammare del Golfo, in Sicilia, ed era un lontano parente di Joe Bonanno. Sua sorella Brigida sposò Vito Bonventre, fratello del noto mafioso Giovanni Bonventre, con cui Vincenzo era strettamente associato negli affari. Vincenzo fu sospettato dell’omicidio di Catello Coppola nel 1930. Secondo alcune voci, il bisnonno di Vincent, Girolamo Asaro (nato nel 1859), fu una figura di riferimento per Stefano Magaddino, anch’egli originario di Castellammarese e futuro boss della Cosa nostra statunitense.
Secondo quanto dichiarato dal collaboratore di giustizia Henry Hill, affiliato alla famiglia Lucchese, Vincent Asaro ricopriva il ruolo di caporegime nei Bonanno ed era responsabile delle attività illecite del clan presso l’aeroporto JFK di New York.
Nel corso degli anni, Asaro favorì l'ingresso del figlio Jerome nella famiglia Bonanno e lo aiutò a prendere il controllo della sua stessa crew. Tuttavia, in seguito padre e figlio ebbero un profondo dissidio e smisero completamente di parlarsi.

## Carriera criminale

### Colpo alla Lufthansa
Il 23 gennaio 2014 Vincent Asaro fu arrestato dall’FBI e incriminato con accuse federali di associazione a delinquere di stampo mafioso legate alla celebre rapina del 1978 ai danni della compagnia Lufthansa. Oltre al colpo all’aeroporto JFK, tra i capi d’imputazione figuravano anche il furto di sali d’oro per un valore di 1,25 milioni di dollari, il coinvolgimento nel settore della pornografia e l’ordine di uccidere un cugino che aveva testimoniato contro di lui in tribunale. Insieme ad Asaro furono arrestati anche il figlio Jerome, il boss ad interim Thomas DiFiore, il caporegime Giacomo Bonventre e il soldato John Ragano.
In modo controverso, l’autore Daniel Simone - co-scrittore del libro The Lufthansa Heist con l’ex mafioso e informatore Henry Hill - ha dichiarato che Hill gli avrebbe confidato che Asaro non ebbe alcun ruolo nella famosa rapina. Nel libro, pubblicato il 1º agosto 2015 da Lyons Press, il nome di Asaro infatti non compare mai. Nella sezione delle fonti e delle note dell’autore, Simone elenca numerosi investigatori federali che collaborarono con lui nella stesura del volume e precisa che nessuno di loro menzionò mai Asaro in relazione al colpo. Curiosamente, gli stessi investigatori non erano nemmeno a conoscenza dell’esistenza di Gaspar Valenti, il cugino di Asaro che avrebbe poi testimoniato contro di lui.
Nel novembre 2015, Asaro fu assolto da tutte le accuse legate alla rapina della Lufthansa. Uscendo dal tribunale dopo la sentenza, si rese protagonista di una battuta sarcastica rivolta al suo avvocato, sussurrandogli con ironia: 
Non far vedere il cadavere nel bagagliaio.

### L'omicidio di Pau Katz
Asaro fu anche sospettato di essere coinvolto nella morte di Paul Katz, avvenuta nel 1969. Katz era il proprietario di un magazzino utilizzato da Asaro e dal noto criminale Jimmy Burke per nascondere merce rubata. Dopo una perquisizione da parte delle forze dell’ordine, i due iniziarono a sospettare che Katz fosse un informatore della polizia. Secondo l’accusa, lo strangolarono con una catena per cani e ne seppellirono il corpo sotto una casa disabitata.
Quando, anni dopo, il caso fu riaperto dalla polizia di New York, Asaro e Burke avrebbero riesumato i resti e li avrebbero nascosti nella casa della figlia di Burke, dove furono poi ritrovati nel 2013 durante una perquisizione.
Asaro fu arrestato e processato per l’omicidio di Paul Katz, ma il 12 novembre 2015 fu assolto da tutte le accuse.

### Incendio doloso
Nel marzo 2017, Vincent Asaro fu nuovamente incriminato, questa volta per un caso di incendio doloso. Nel giugno dello stesso anno si dichiarò colpevole di aver ordinato l’incendio dell’auto di un automobilista che, nell’aprile 2012, gli aveva tagliato la strada a Howard Beach, nel Queens. Secondo l’accusa, Asaro incaricò un affiliato della famiglia Bonanno di compiere l’atto vandalico. Quest’ultimo, però, coinvolse a sua volta John J. Gotti, nipote del defunto boss della famiglia Gambino John Gotti. Fu proprio Gotti a eseguire materialmente l’attentato incendiario, ammettendo successivamente la propria colpevolezza.
Il giorno dopo l'incidente, Asaro avrebbe contattato un affiliato dei Gambino con accesso a un database della polizia locale, utilizzato per risalire alla targa e quindi all’indirizzo del conducente vittima del gesto. I pubblici ministeri affermarono inoltre che John J. Gotti fu l’autista della fuga durante una rapina in banca da 6.000 dollari avvenuta sempre nel 2012, e anche in quel caso si dichiarò colpevole insieme a un complice.
In attesa della sentenza, Asaro fu detenuto presso il Metropolitan Detention Center di Brooklyn. Rischiava fino a 20 anni di carcere, mentre l’accusa chiedeva una condanna di 15 anni. I procuratori sottolinearono che, nonostante Asaro fosse stato coinvolto in attività criminali come racket, omicidi, rapine, estorsioni, usura e gioco d’azzardo, aveva scontato meno di otto anni in prigione.
Alla fine di dicembre 2017, Asaro fu condannato a otto anni di reclusione. Inizialmente il suo rilascio era previsto per il 2022, ma il 14 aprile 2020 ottenne la liberazione compassionevole a causa della sua età avanzata e delle precarie condizioni di salute (aveva subito un ictus l’anno precedente), considerate fattori di rischio in piena pandemia da COVID-19 negli Stati Uniti. Fu rilasciato sei giorni dopo.

## Morte
Vincent Asaro è morto nel Queens, a New York, il 22 ottobre 2023, all’età di 88 anni.